# بيركشير (فيرمونت)
بيركشير (بالإنجليزية: Berkshire, Vermont)‏ هي بلدة تقع بولاية فيرمونت في الولايات المتحدة. تبلغ مساحتها 109.3 (كم²)، وترتفع عن سطح البحر 204 م، بلغ عدد سكانها 1388 نسمة في عام 2000 حسب إحصاء مكتب تعداد الولايات المتحدة وتصل الكثافة السكانية فيها 12.7 نسمة/كم2.

## أعلام
- تشارلز ك. ألسويرث
- ستيفن رويس

## وصلات خارجية
- The US50 - Cities and Towns in Vermont State
- Vermont Cities and Towns, Facts, Map, Flag, Colleges, Government, and More